# Émile Delperée
Émile Delpérée, Émile Delperée, né Émile Daxhelet le 15 septembre 1850 à Huy et mort le 9 novembre 1896 à Esneux, est un peintre belge.

## Biographie
Fils de Pierre-Emmanuel Daxhelet, Émile est orphelin en 1857 et recueilli par François Delpérée et son épouse. Il adoptera la signature « Delpérée » en reconnaissance envers sa famille adoptive.[réf. souhaitée]
Formé à l'académie des beaux-arts de Liège (années 1870), Emile est l'élève de Charles Soubre(dont il épouse la fille Eugénie). Il y prend la suite de son professeur et est nommé officiellement professeur du cours de peinture en 1889.
Le 9 novembre 1896, il décède d'un cancer à l'estomac.

## Œuvres
- 1875 : La Sérénade, collection privée.
- 1876 : Interdiction des processions jubilaires, au Musée de l'Art wallon, à Liège.
- 1880 : 
  - Le prieur du couvent de Yuste et Charles-Quint, au Broelmuseum (Musée des beaux-arts) de Courtrai.
  - Députation des dames belges offrant un diadème à la Reine, au Musée de l'Art wallon, à Liège.
- 1884 : Portrait du professeur Eugène Catalan, aux Collections artistiques de l'Université de Liège.
- 1886 :
  - Décoration de la salle des pas-perdus du palais de Justice de Liège.
  - Portrait du professeur Lucien-Louis de Koninck, aux Collections artistiques de l'Université de Liège.
  - Portrait du professeur Adolphe Wasseige, recteur de l'Université, aux Collections artistiques de l'Université de Liège.
- 1890-1896 : Charlemagne dictant les Capitulaires (peinture murale à l'encaustique), au Palais provincial de Liège.
- 1892 : Portrait de la marquise de Peralta, au Musée des beaux-arts de Liège.
- Attendant l'audience, collection privée.
- La leçon de musique, collection privée.
- L'homme au fusil, collection privée.
- Hallebardiers jouant aux dés, Musée de Huy.
- Portrait de Pierre-Joseph Van Beneden, paléontologue et zoologiste belge, père d'Edouard Van Beneden, aux Collections artistiques de l'Université de Liège

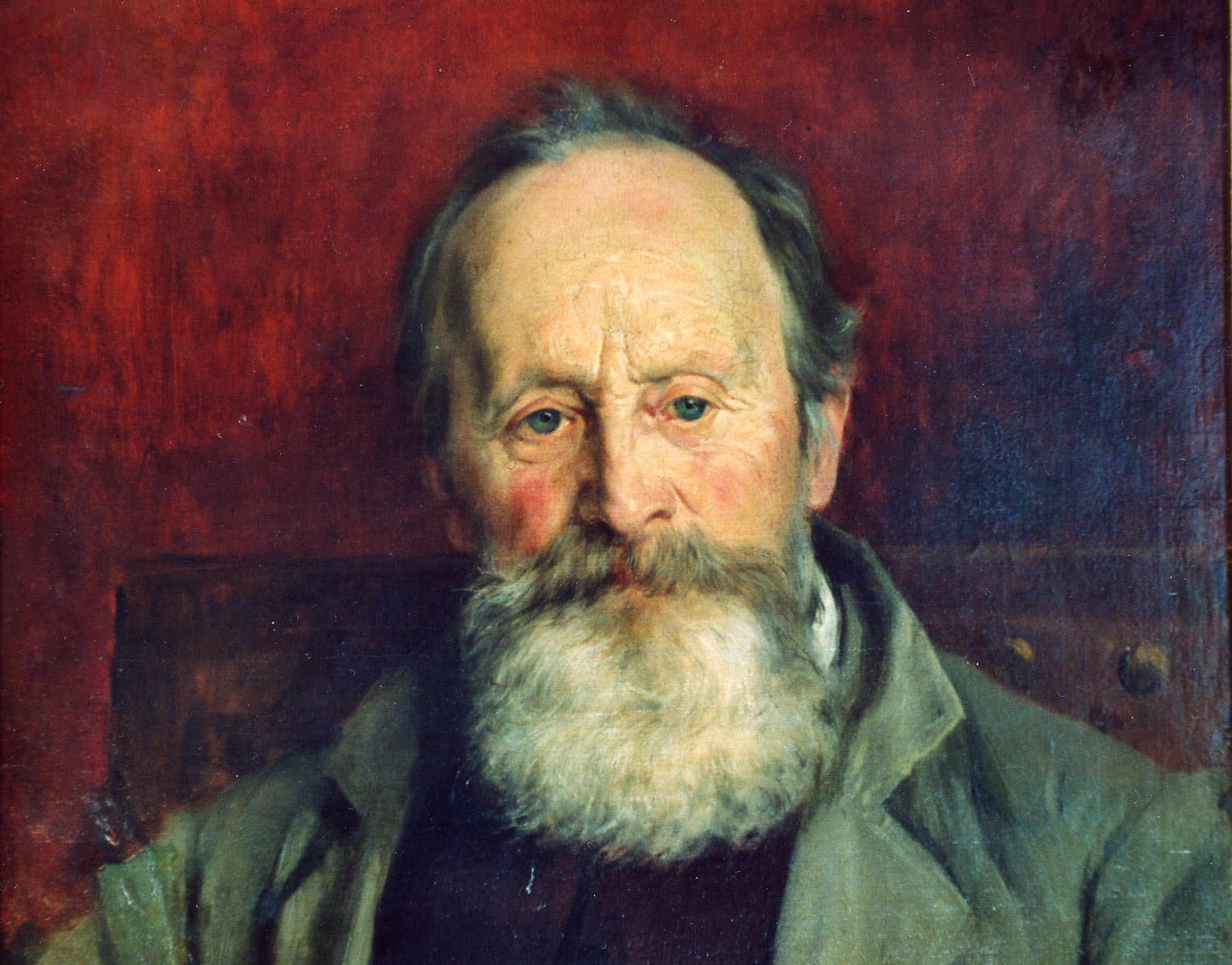
Émile Delpérée, Portrait de Charles Soubre (1821-1895), c. 1890.
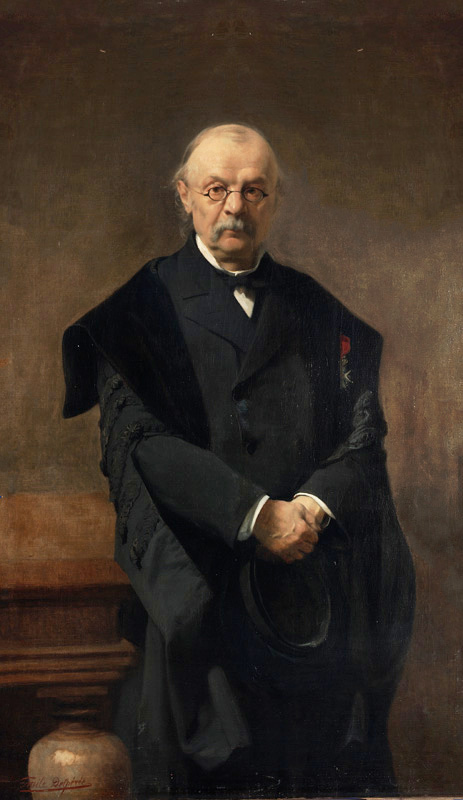
Émile Delpérée, Portrait d'Eugène Catalan (1814-1894), 1884.
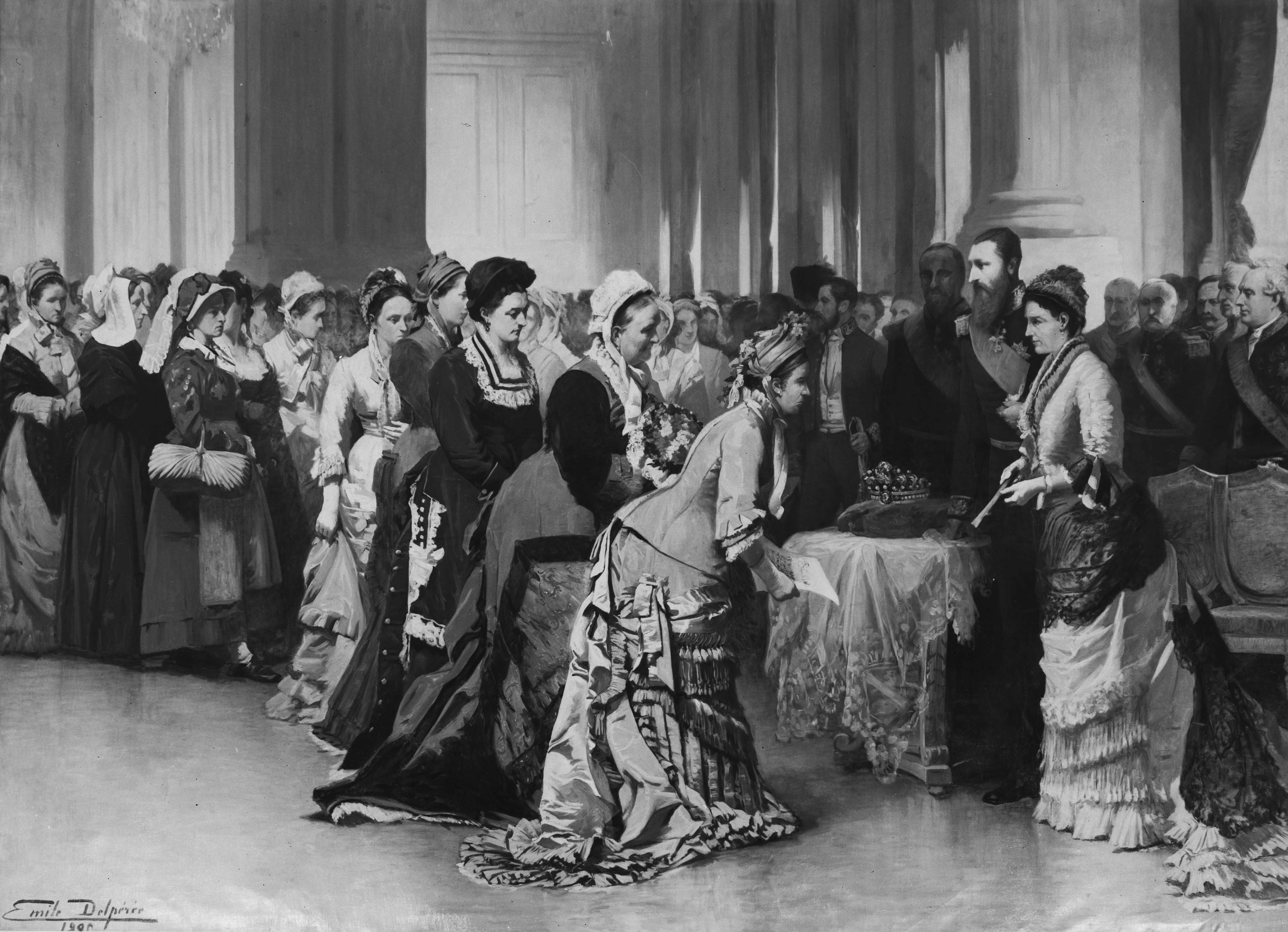
Émile Delpérée, Députation des dames belges offrant un diadème à la reine lors d'une réception au Palais royal pour les noce d'argent du roi et de la reine en 1878, 1880.

## Élèves d'Émile Delpérée
- Richard Heintz (1871-1929)

## Expositions
- 1872 : Salon de Bruxelles, du 15 août au 3 novembre, palais de Charles de Lorraine, Bruxelles (Delpérée y expose Longue attente)[4].
- 1873 : Salon d'Anvers, du 10 août au 5 octobre, rue Vénus, Anvers (l'artiste y expose Christophe Colomb, au monastère de La Rábida)[5].
- 1875 : Salon de Bruxelles, du 23 août au 15 novembre, place du Petit Sablon, Bruxelles (le peintre y expose Peine et chanson perdues)[6].
- 1876 : Salon d'Anvers, du 13 août au 1er octobre, rue Vénus, Anvers (il y expose Tête d'étude)[7].
- 1877 : XXXe Exposition triennale - Salon de Gand, du 26 août au 2 novembre, casino de Gand, Gand (l'artiste y expose Les députés Gantois venant faire amende honorable à Bruxelles, obligés d'attendre à la porte du palais de Charles le Téméraire)[8].
- 1879 : Salon d'Anvers, du 10 août au 1er octobre, rue Vénus, Anvers (Delpérée y expose Dans l'antichambre)[9] ; Exposition du Cercle Artistique, décembre, salle du casino du passage Lemonnier, Liège[10].
- 1881 : Salon de Bruxelles, du 14 août au 16 septembre, musées royaux des Beaux-Arts de Belgique, Bruxelles (le peintre y expose Pourqui pas ? et Hallebardier)[11].
- 1887 : Salon de Bruxelles, du 1er septembre au 1er novembre, musées royaux des Beaux-Arts de Belgique, Bruxelles (il y expose le Portrait de Mme la Baronne de V.)[12].
- 1888 : Exposition des Beaux-Arts, du 29 avril au 17 juin, Conservatoire royal, Liège[13] ; Salon d'Anvers, du 30 juillet au 15 octobre, rue Vénus, Anvers (Delpérée y expose Un dernier verre et Le mandoliniste)[14].
- 1889 : XXXIVe Exposition triennale - Salon de Gand, du 11 août au 6 octobre, casino de Gand, Gand (l'artiste y expose 2 portraits)[15].
- 1891 : Exposition de l'Union Artistique, mai, salle de l'Émulation, Liège[16] ; Salon d'Anvers, du 8 août au 24 octobre, rue Vénus, Anvers (Delpérée y expose Portrait de Mr Charles Braconnier, président de l'Association des charbonnages de la Province de Liège et Portrait de Mme Paul Tr. de L.)[17].
- 1892 : XXXVe Exposition triennale - Salon de Gand, du 21 août au 10 octobre, casino de Gand, Gand (Delpérée y expose 3 portraits)[18].
- 1893 : Salon de Bruxelles, du 16 septembre au 3 novembre, place de l'ancien palais de justice, Bruxelles (il y expose 4 portraits, deux peintures et deux aquarelles)[19].
- 1894 : Exposition de l'Union Artistique, mars, salle de l'Émulation, Liège[20].
- 1895 : XXXVIe Exposition triennale - Salon de Gand, du 1er septembre au 28 octobre, casino de Gand, Gand (le peintre y envoie le portrait d'un professeur de l'université de Liège)[21].
- 1900 : Salon de Bruxelles, du 15 septembre au 2 novembre, hall du Palais du Cinquantenaire, Bruxelles (un pastel, Fantaisie, y est exposé)[22].

## Distinction
- Chevalier de l'ordre de Léopold (15 janvier 1883)[23].

## Hommage
- Rue Émile Delpérée, à Huy.